# Montchâlons
Montchâlons es una comuna francesa situada en el departamento de Aisne, de la región de Alta Francia.

## Geografía
Está ubicada a 10 km al sureste de Laon.

## Demografía
| 103 | 76 | 79 | 65 | 65 | 65 | 68 |
| Para los censos de 1962 a 1999 la población legal corresponde a la población sin duplicidades (Fuente: INSEE [Consultar]) |    |    |    |    |    |    |